# حمريت (سوريا)
حمريت قرية من قرى الجولان «القنيطرة» في الجمهورية العربية السورية. ولكنها تتبع اداريا لمحافظة ريف دمشق.
جميع سكانها من البدو المستقرين وتحكمهم عادات وتقاليد بدوية عربية أصيلة، يعملون في الزراعة وتربية المواشي، عدد سكانها نحو ألفين نسمة. يوجد في القرية مدرسة ابتدائية وأخرى اعدادية تتبع لها كل من بلدات ماعص وسلطانة، ويوجد أيضا وحدة ارشادية تابعة لوزارة الزراعة.